# (4846) Tuthmosis
(4846) Tuthmosis ist ein Asteroid des Hauptgürtels, der am 24. September 1960 vom Forscherteam Cornelis Johannes van Houten und Tom Gehrels im Rahmen des Palomar-Leiden-Surveys entdeckt wurde. 
Der Asteroid ist nach einer Reihe ägyptischer Pharaonen des Namens Thutmosis benannt.